# Gai Livi Drus
|  | No s'ha de confondre amb Gai Livi Drus (jurista). |

Gai Livi Drus (en llatí: Gaius Livius M. f. M. n. Drusus) va ser un magistrat romà del segle ii aC que va ser cònsol l'any 147 aC juntament amb Escipió Emilià. Formava part de la gens Lívia, una gens romana d'origen plebeu, i era fill de Marc Livi Emilià.
Hom l'identifica sovint amb el jurista romà conegut com a Gai Livi Drus, esmentat per Ciceró, però segurament el jurista era el seu fill Gai Livi Drus. El jurista, sigui el pare o el fill, va compondre obres de gran utilitat per als estudiants de dret, segons Valeri Màxim.